# 卡彭 (2020年電影)
《疤面教父》（英語：Capone）是一部2020年的美國傳記電影，由喬什·特蘭克執導、編劇和剪接，湯·赫迪飾演惡名昭彰的黑幫。本片集中講述艾爾·卡彭在亞特蘭大美國監獄服刑11年後，以及居住在佛羅里達州時患上梅毒和認知障礙症的事情。其他演員有琳達·卡迪林尼、傑克·洛登、諾爾·費雪、凱爾·麥克拉蘭和麥·迪倫。
本片最初預期在戲院上映，後來安排於2020年5月12日由Vertical Entertainment在串流平台發行。本片的評價褒貶不一，而湯·赫迪的演出得到兩極化的反響。

## 劇情
曾經是芝加哥最可怕的私酒販，卻因逃稅而被關進監獄。在40歲的時候，經過近十年的監禁，他的心智因神經性梅毒而腐爛，而他被認為不再是個威脅後，便獲得釋放。
卡彭現在與家人在佛羅里達州的棕櫚島退休，仍然被聯邦調查局（FBI）監視，因為他們認為卡彭可能是在裝瘋賣傻。被迫變賣了許多財物來償還債務，卡彭開始出現幻覺，對他的運動機能失去了控制。他承認自己藏了1000萬美元，但他不記得錢在哪裡。
在與他的妻子梅（Mae）發生肢體衝突後，她告訴卡彭的保鏢，要所有人都離他遠點。與此同時，卡彭對成為犯罪老大時他所殺的人和暴力行為產生了後悔的幻覺。他的精神狀況不斷惡化，而且現在變成一個孩子的智力。
飽受罪惡感的折磨，周圍的人都疏遠了他，卡彭最終在1947年1月去世，終年48歲。他的家人改名換姓，據說他藏起來的錢也一直沒有找回。

## 演員
- 湯·赫迪 飾 （Al Capone）
- 琳達·卡迪林尼 飾 梅·卡彭（Mae Capone）
- 麥·迪倫 飾 強尼（Johnny）
- 艾爾·斯帕恩扎（英语：Al Sapienza） 飾 雷夫·卡彭（Ralph Capone）
- 凱薩琳·納杜奇（英语：Kathrine Narducci） 飾 蘿西（Rosie）
- 諾爾·費雪 飾 朱尼爾（Junior）
- Gino Cafarelli 飾 吉諾（Gino）
- Mason Guccione 飾 東尼（Tony）
- 傑克·洛登 飾 克勞福德（Crawford）
- 凱爾·麥克拉蘭 飾 卡洛克醫生（Doctor Karlock）
- 喬什·特蘭克 飾 探員哈里斯（Harris）
- 尼爾·布雷南（英语：Neal Brennan） 飾 哈羅德·馬丁利（Harold Mattingly）
- Edgar Arreola 飾 Rodrigo
- Manuel Fajardo Jr. 飾 Zambini

## 製作
2016年10月宣布湯·赫迪將在《方索》（Fonzo）中扮演，電影由喬什·特蘭克執導和編劇。2020年4月15日，發放了預告片，而且新片名為《疤面教父》。

## 發行
由於受到2019冠狀病毒病疫情影響，本片於2020年5月12日由Vertical Entertainment透過串流平台發行。

## 外部連結
- 互联网电影数据库（IMDb）上《卡彭》的资料（英文）